# Монастырь Крка
Монастырь Крка (серб. Манастир Крка) — монастырь Далматинской епархии Сербской православной церкви, расположенный в Северной Далмации на территории современной Хорватии в трёх с половиной километрах к югу от населённого пункта Кистанье.

## История
В 1530 году церковь в монастыре разрушили турки, восстановили её только в 1577 году. В 1647 году она была вновь уничтожена, а монастырь разграблен. Спустя три года началось его восстановление. В XVI веке он был под управлением архиереев Дабро-Боснийской епархии, таких как Гаврило, Арсентие и Теодор. В XVIII веке этим занимались духовные пастыри Черногории, как например Петар Цетинский или Сава Петрович.
Современный облик монастырь получил в 1779 году. Тогда же был воздвигнут и новый большой алтарь. Со времени своего основания монастырь Крка был духовным центром для сербов Далмации. Также в нём молились и многие хорваты-католики. Монастырю часто присылали различные святыни и драгоценности из Иерусалима, Святой Горы Афон, Венеции, России и т. д.
За время существования монастыря его посетили многие известные сербы, среди которых были Доситей Обрадович, Герасим Зелич, Симо Матавуль, Никола Тесла, Мирко Королия, Милош Црнянски, Владан Десница и др.
В годы войны в Хорватии в 1991—1995 гг. монастырь находился на территории Сербской Краины и центром духовной жизни православных сербов в этом регионе. В 1995 году, после уничтожения Сербской Краины, он был разграблен хорватскими войсками. После этих инцидентов хорватское правительство взяло его под свою защиту.
В 1995—1998 гг. монастырь Крка находился в запустении и только затем постепенно начал восстанавливаться. Первым монахом после войны там стал Герасим Попович. Значительные усилия для обновления монастыря приложил епископ Далматинский Фотий (Сладоевич).
Помимо храма Святого архангела Михаила комплекс монастырских зданий включает также колокольню, построенную в романском стиле, часовню святого Саввы, построенную в XVII столетии, новое здание семинарии и кельи монахов. При основании нового здания семинарии в фундамент были заложены камни из Печской патриархии и ряда других монастырей Сербской православной церкви. Также в монастыре есть архивы со множеством древних книг и рукописей и ризница церковных ценностей, самые старые из которых датируются XIV веком.
В настоящее время монастырь остаётся одним из духовным центром сербов в этом районе Хорватии.

## Духовная семинария
По благословению патриарха Паисия Яневца и епископа Дабро-Боснийского Феодора в 1615 году при монастыре была основана духовная семинария. Спустя некоторое время она добилась значительных результатов. Она работала вплоть до 1647 года, когда перед угрозой турецкого вторжения монахи были вынуждены бежать в Задар и Сремски-Карловци. Спустя три года монахи вернулись, однако семинария возобновила работу только в 1964 году.
После войны Духовная семинария была перенесена в Республику Сербскую, в Фочу. В 2001 году она была возвращена в пределы монастыря. В настоящее время занятия в ней посещают около 50 учеников, а в 2015 году на праздновании 400-летия семинарии её посетил патриарх Сербской православной церкви Ириней.

## Монастырская библиотека
В библиотеке монастыря Крка находится большое количество редких текстов, служащих важным источником для исследователей истории сербской литературы. Инвентаризация библиотеки была проведена монахами в конце 1950-х гг. Наиболее древней рукописью из хранящихся в монастыре является «Мокпропољско јеванђеље», датируемое второй половиной XIII столетия. Кроме него в библиотеке находятся несколько десятков рукописей, датируемых XIII—XVIII вв. В XVIII веке монастырь получил большое количество церковных книг из Российской империи. В этот период также поступали книги на греческом языке, издаваемые в Венеции. Когда после Второй мировой войны Далмация стала частью СР Хорватии в рамках Югославии библиотечные фонды монастыря пополняли «Матица српска», Сербская академия наук и искусств, сербские университеты и т. д. После войны в Хорватии пополнились также фонды Духовной семинарии монастыря.